# Tomáš Rasl
Tomáš Rasl (* 2. května 1975, Praha) je český fotograf.

## Život a dílo
V dětství doprovázel svého dědečka, Ferdinanda Bučinu, na jeho fotografických cestách. V letech 1989–1994 vystudoval Střední průmyslovou školu strojnickou na Proseku. Pak pokračoval na dvouleté nástavbě Pražské fotografické školy. V roce 1995 si koupil fotoaparát Meopta Magnola 13x18 cm. V roce 1996 začal studovat na FAMU. Bakalářskou práci obhajoval v ateliéru doc. Jaroslava Rajzíka. Za cyklus fotografií Železniční opravna vagónů obdržel v roce 1997 třetí cenu v soutěži Czech Press Photo. Závěr magisterského studia sestával z teoretické práce o Ferdinandu Bučinovi a z krajinářského cyklu s názvem Místa hrdá a pustá. Studia zakončil v roce 2003, kdy získal titul magistr umění.
V roce 1998 koupil od Karla Kuklíka kameru 18x24 cm a v roce 2004 se mu podařilo získat kameru 30x40 cm.
V roce 2002 se připojil ke skupině Český dřevák, kterou v roce 2000 založili fotografové Karel Kuklík, Jan Reich, Jaroslav Beneš a Bohumír Prokůpek.

## Dílo
Cykly fotografií:
- Z ateliéru do ateliéru – cyklus fotografií z ateliérů, které vystřídal v průběhu 90. let
- O fyzické duši člověka a zvířete aneb cyklus ústav
- Železniční opravna vagónů
- Vody
- Nevyjasněná úmrtí

## Galerie

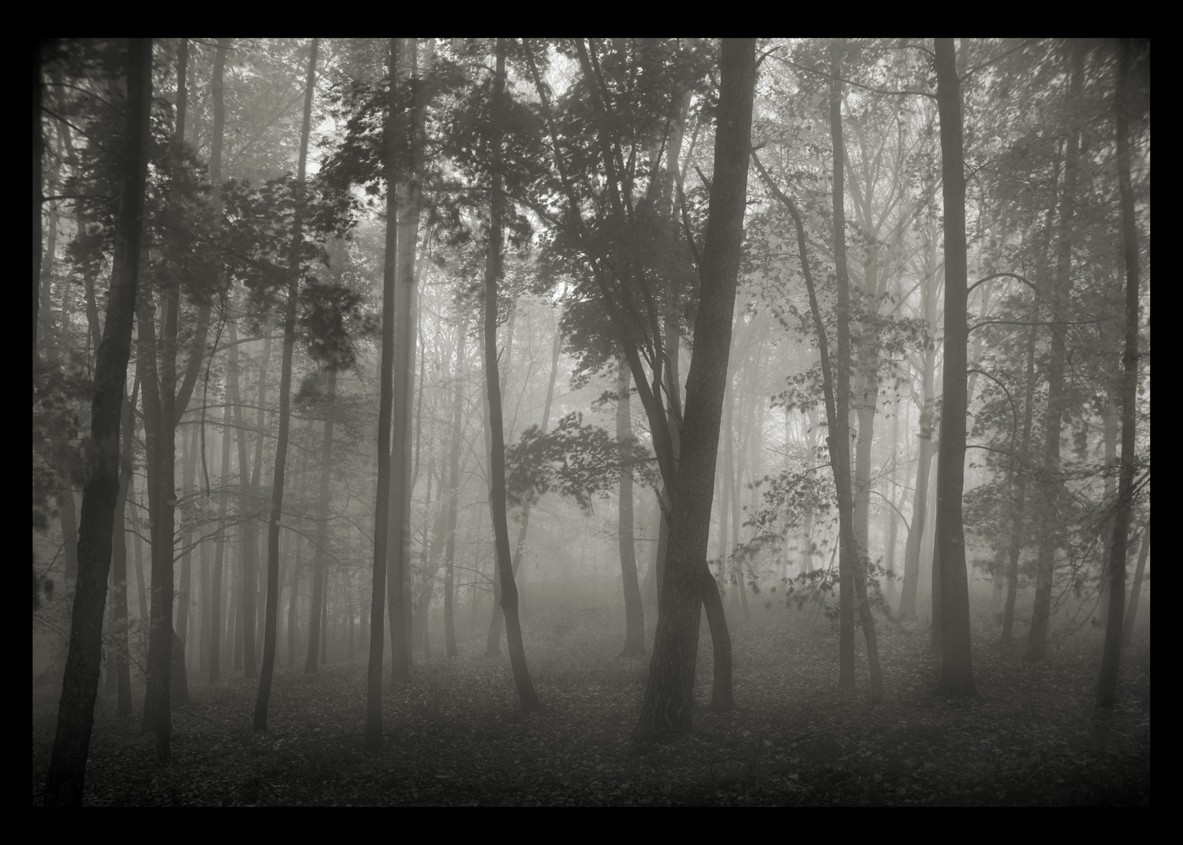
Starý hrádek, 1996
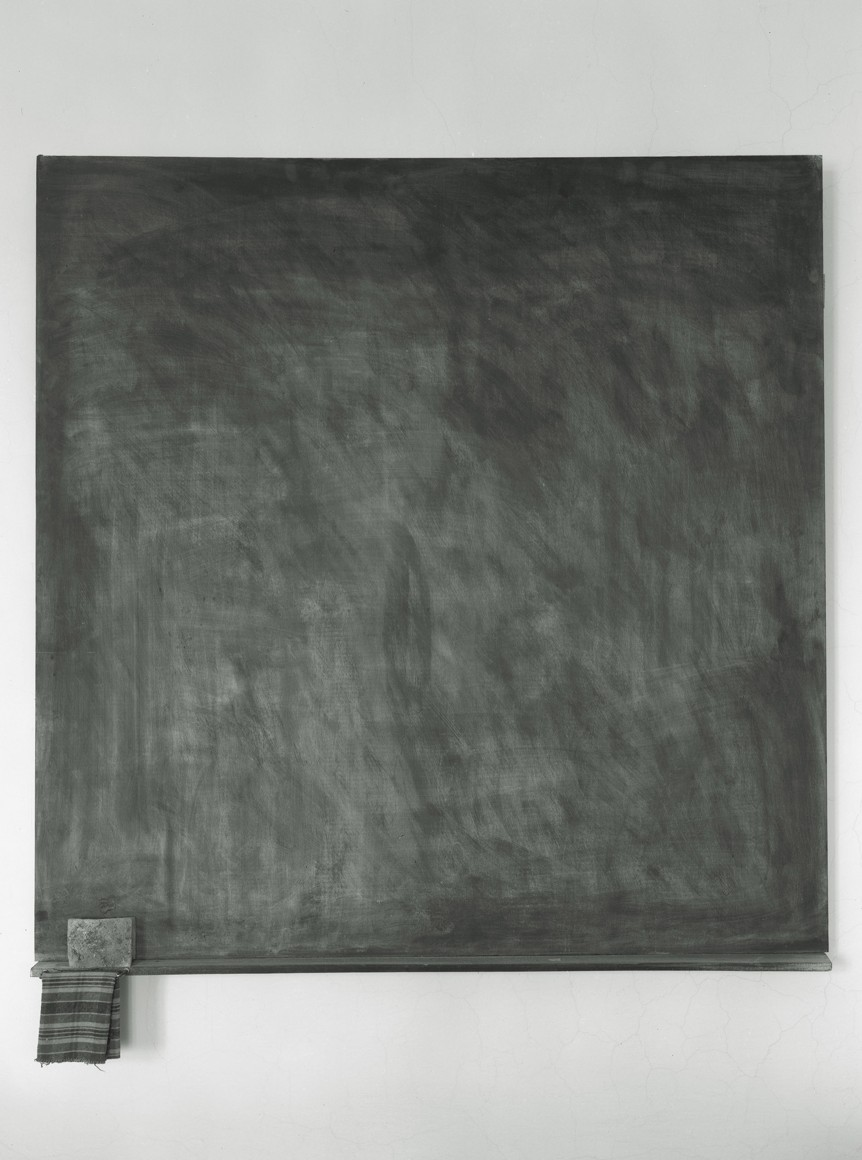
Tabule pana Hlocha, 1999
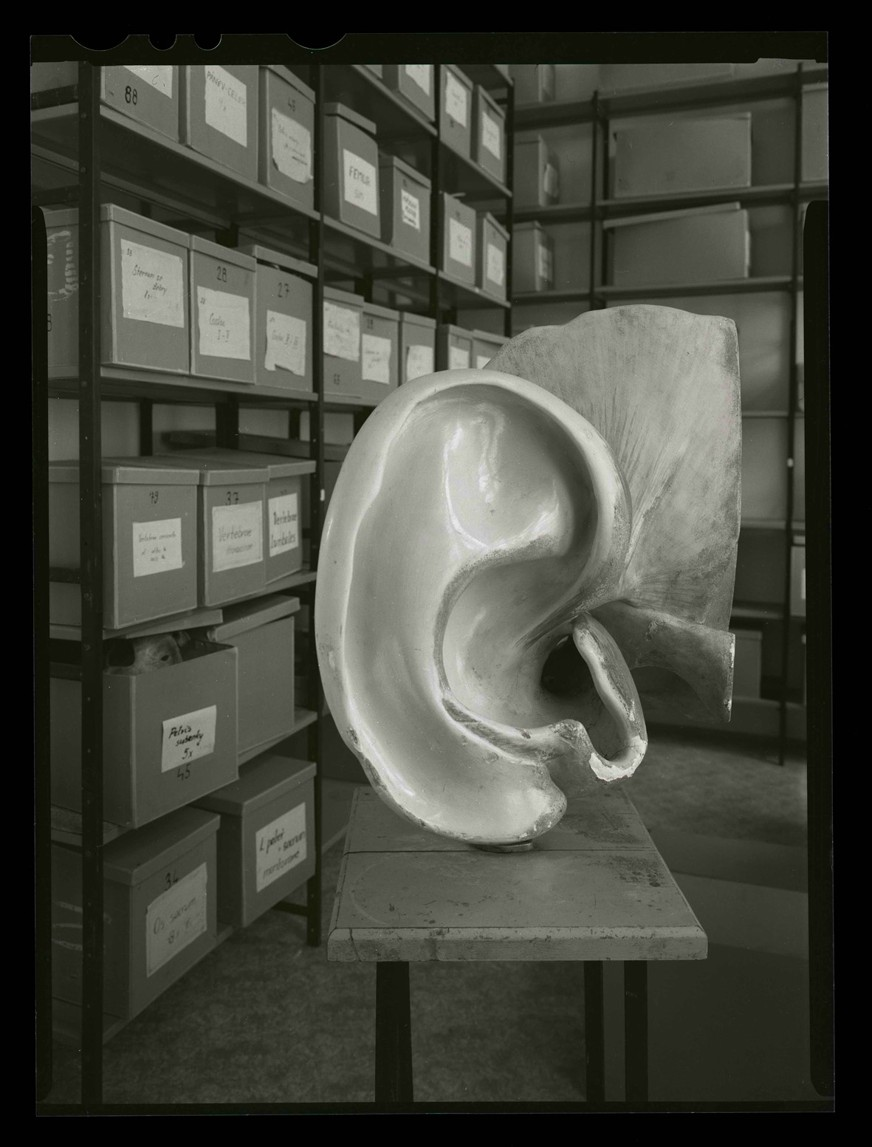
Ucho, 1999
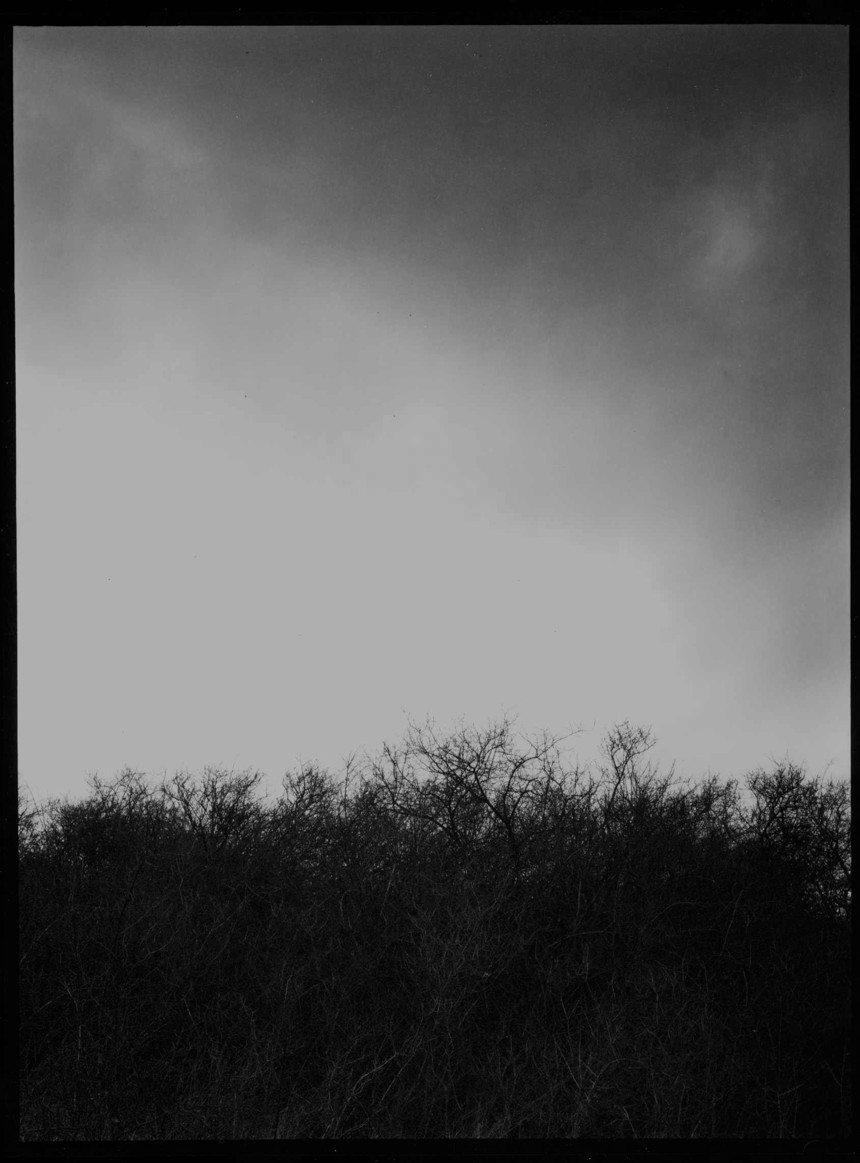
Trnky mraky, 2000
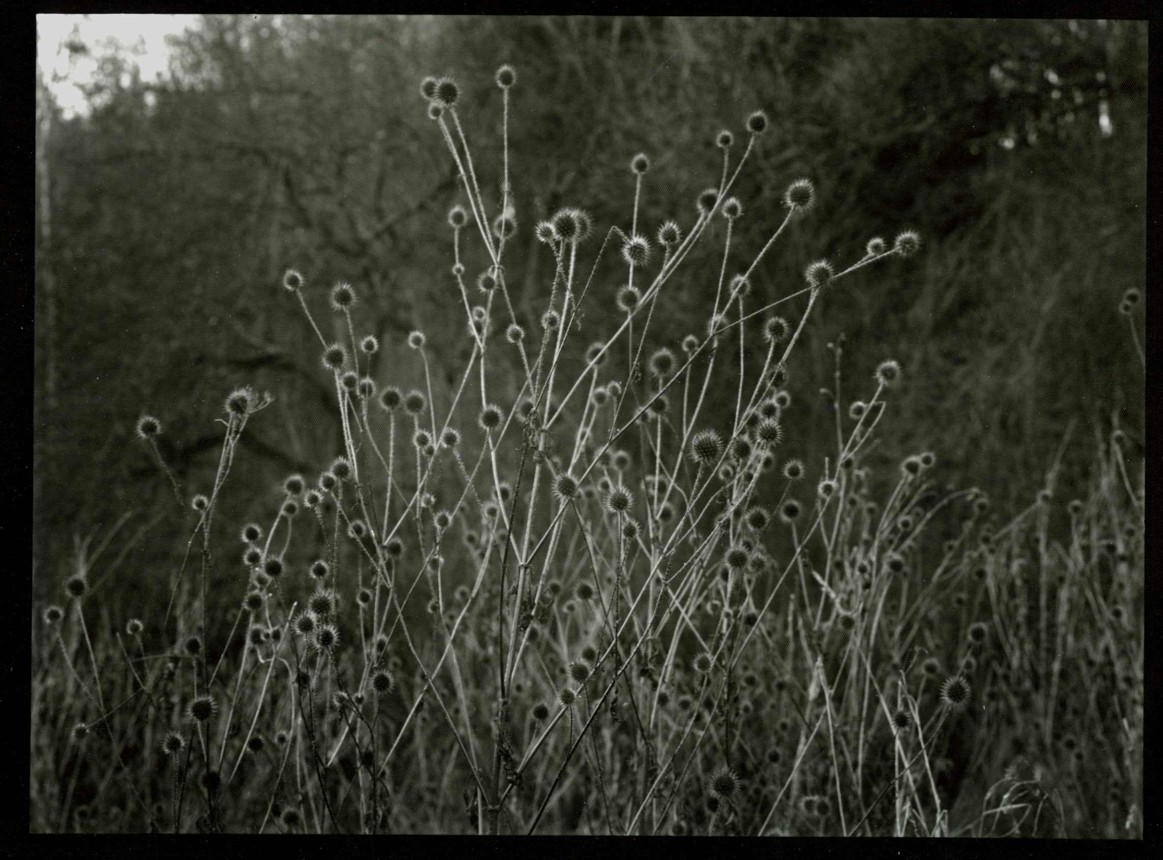
Bodláky, 2000
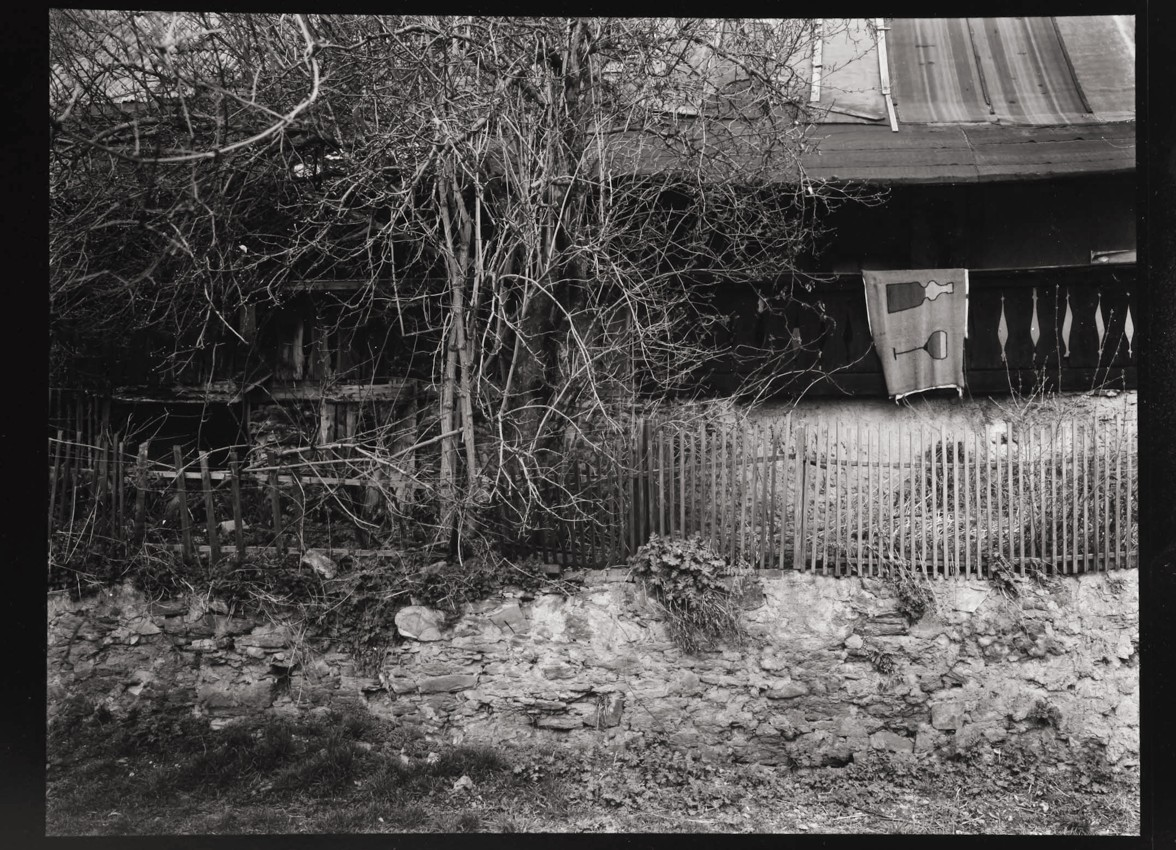
Praha, Troja, 2001
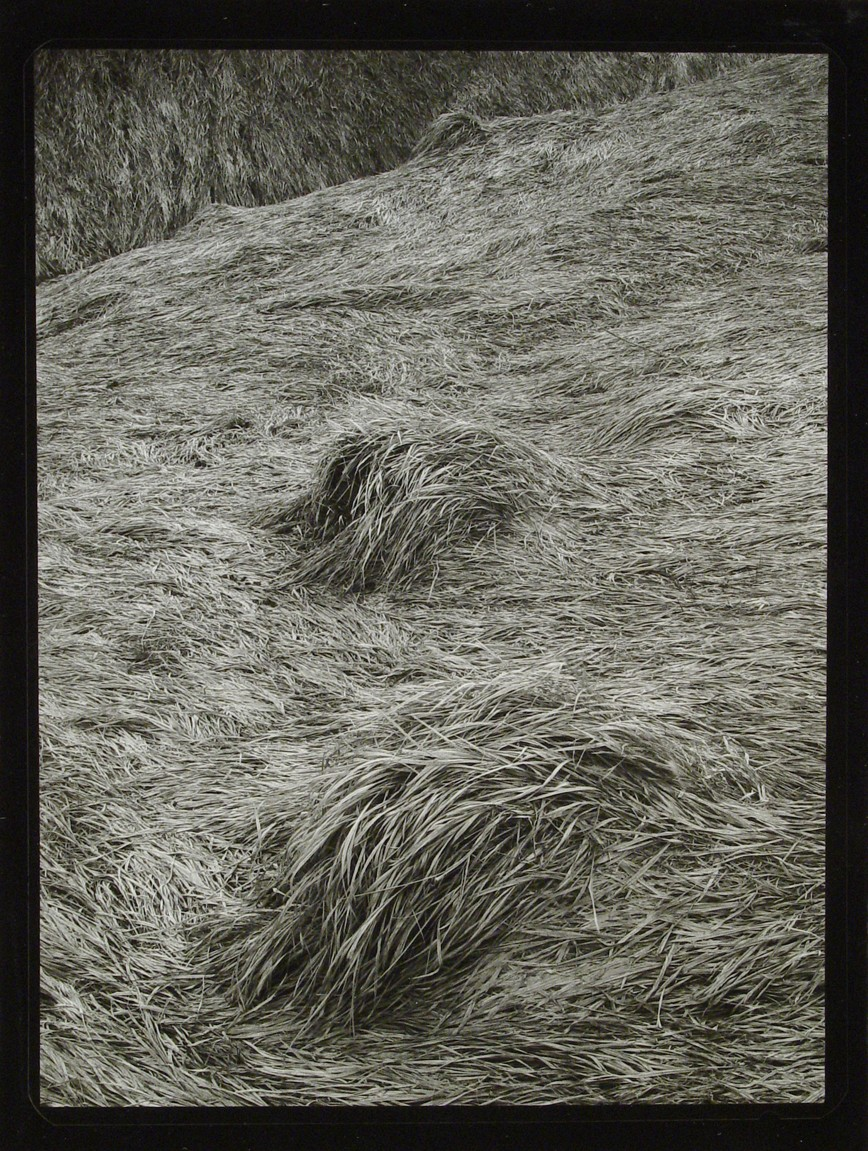
U trati, 2002
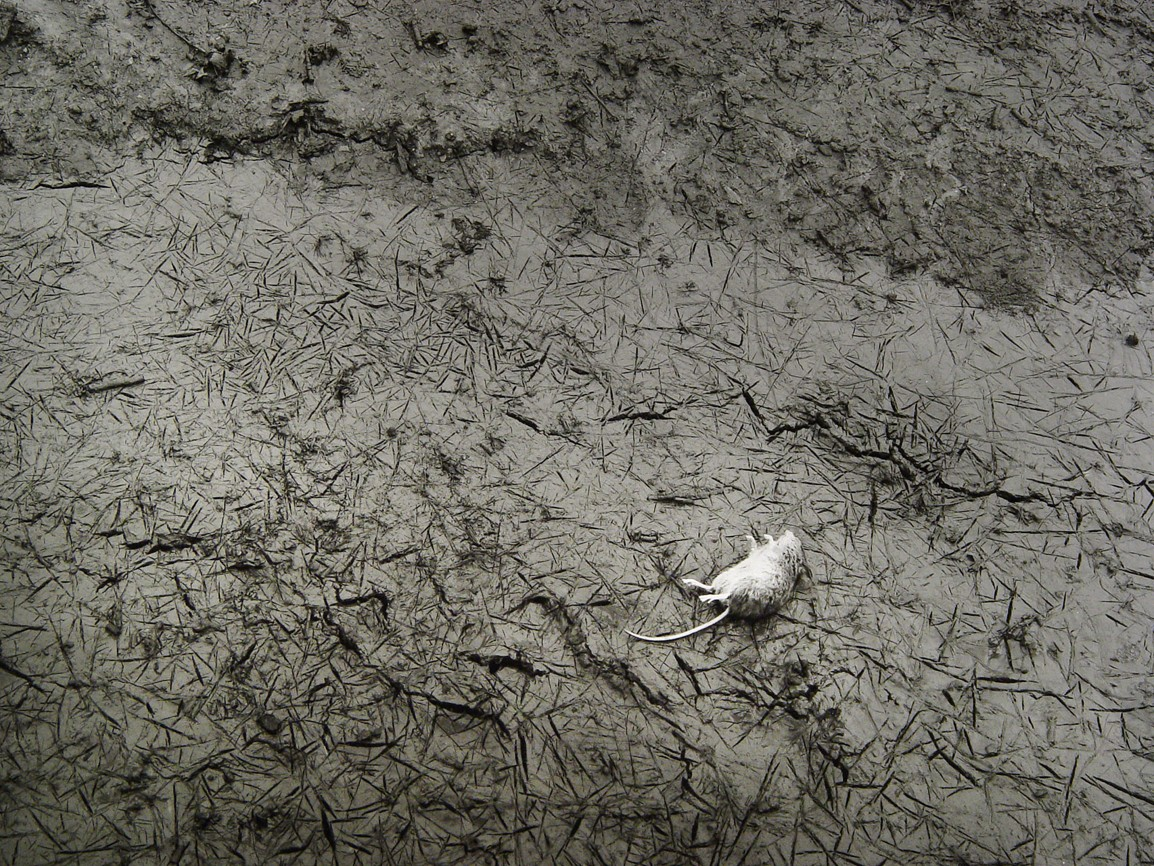
Nevyjasněné úmrtí, 2002
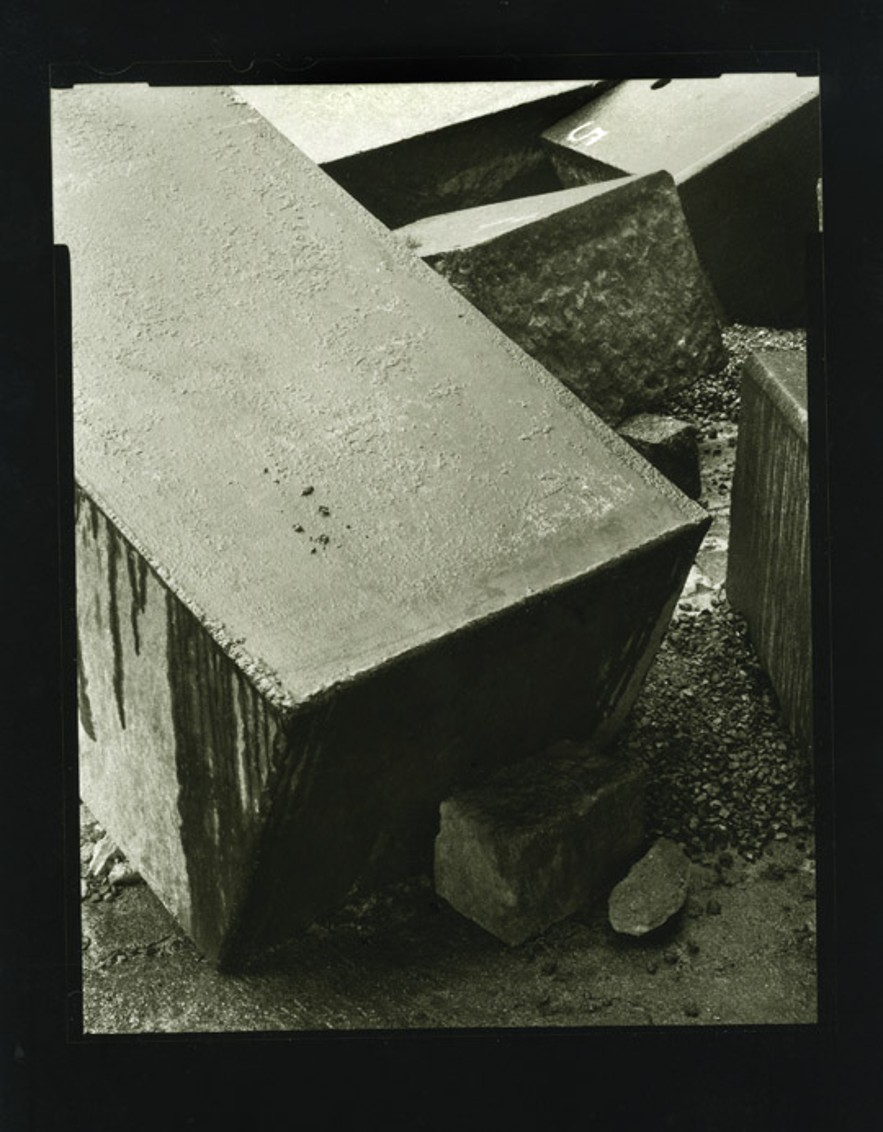
Nábřeží číslo pět, 2005
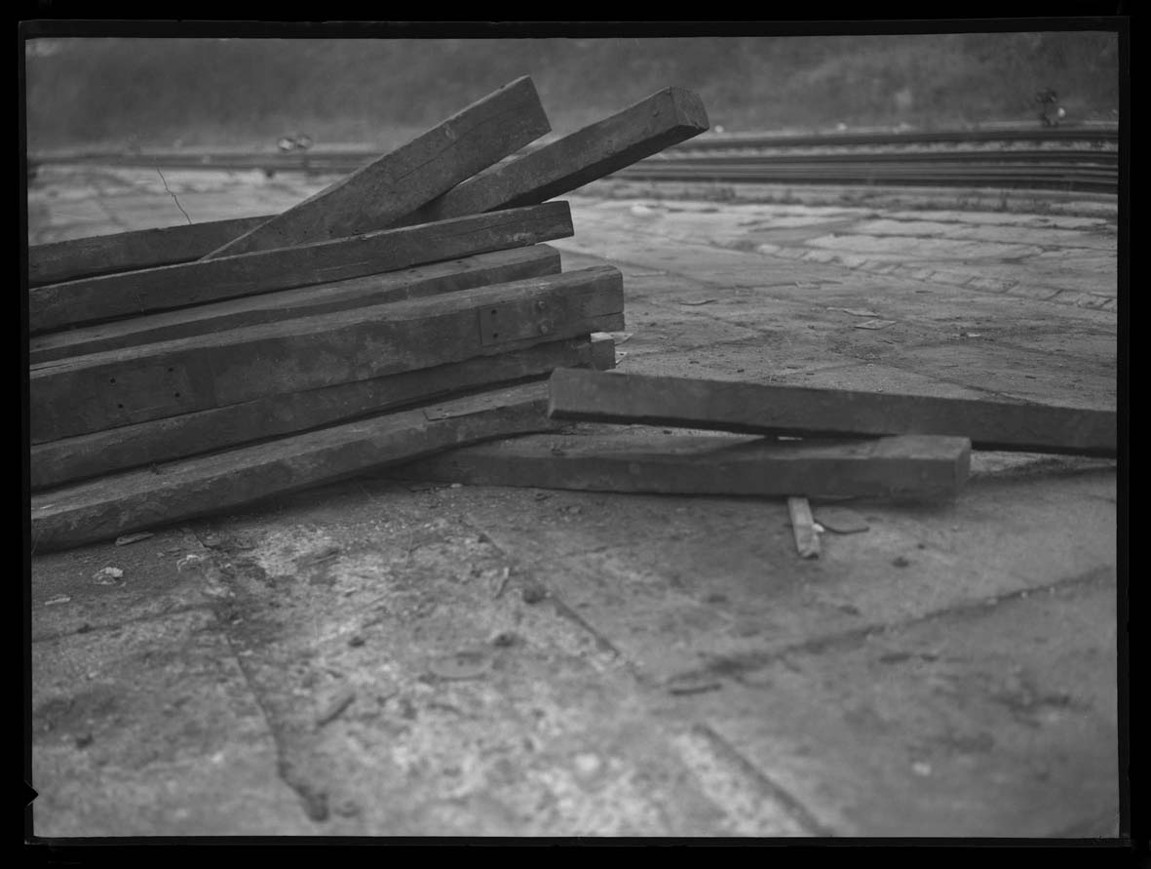
Pražce, 2009

## Výstavy a ocenění

### Samostatné výstavy
- 2000 O fyzické duši člověka a zvířete, Cafegalerie Citadela, Praha
- 2001 Krajina pod Budčí, Kaple sv. Isidora, Kováry
- 2009 Devadesátá léta až doteď, Galerie 4 – galerie fotografie, Cheb, 4. – 28. září 2009
- 2014 Sto lat eksperimentów światłopisania, Galeria Pusta, Polsko, 29. říjen – 28. listopad 2014[1]
- 2015 3x Tomáš Rasl – fotografie z let 1998–2014, cykly Praha – Bubny, Anatomický ústav a Ateliér, Galerie Jiří Putna, Brno, 7. květen – 18. červen 2015[2]
- 2016 Tomáš Rasl – Fotografia – Galeria „ZA SZYBĄ“, Katowice, Polsko, květen 2016
- 2016 „Tomáš Rasl – FOTOGRAFIE z let 1996–2016“, Malá galerie České spořitelny, Kladno, 2. listopad 2016 – 6. prosinec 2016
- 2017 Mezi dnem a snem – Between day and Dream, kurátor Otto M. Urban, Trafo Gallery, Praha, 12. květen – 29. červen 2017
- 2018 Místa hrdá, pustá a jiné příběhy – Fotografická galerie Fiducia / Ostrava / 8. března – 3. dubna
- 2018 Z pekárny do lesa a zpět, studio Bubec, sochařský atelier Čestmíra Sušky, Praha, 23.10. – 23.11. 2018[3]
- 2022 Kvetoucí mrak – Galerie 34, Brno
- 2022 "Malá výstava" - Galerie Velryba, Praha

### Skupinové výstavy
- 2002 Český dřevák, Lidové sady Liberec – malá výstavní síň (Kuklík, Reich, Beneš, Prokůpek, Rasl)
- 2003 Český dřevák, Jihomoravské muzeum ve Znojmě (Helbich, Kuklík, Reich, Beneš, Prokůpek, Rasl)
- 2003 účast na veletrhu fotografií Paris Photo v Paříži prostřednictvím Leica Gallery
- 2004 Český dřevák a jeho host Daniela Vokounová, Malá galerie České spořitelny v Kladně (Helbich, Kuklík, Reich, Beneš, Prokůpek, Rasl)
- 2005 Český dřevák a jeho host Richard Homola, Vlastivědné muzeum a galerie v České Lípě (Helbich, Kuklík, Reich, Beneš, Prokůpek, Rasl)
- 2006 Český dřevák, Galerie 4, Cheb (Helbich, Kuklík, Reich, Beneš, Prokůpek, Rasl)
- 2006 Český dřevák, Státní zámek Vranov nad Dyjí (Helbich, Kuklík, Reich, Beneš, Prokůpek, Rasl)
- 2006 Český dřevák, Alšova jihočeská galerie v Hluboké nad Vltavou – Wortnerův dům (Helbich, Kuklík, Reich, Beneš, Prokůpek, Rasl)
- 2007 Český dřevák, Galerie auf der Pawlatsche, Vídeň Rakousko (Helbich, Kuklík, Reich, Beneš, Prokůpek, Rasl)
- 2007 „Dwie Tradicje“ společná výstava s fotografy Vyšegrádu,Galerie Pusta Górnošlanskie Centrum Kultury, Katowice, Polsko.
- 2008 „Dvě tradice“ společná výstava s fotografy Vyšegrádu, Polské kulturní středisko v Praze
- 2008 Český dřevák, Výstavní síň Foma Bohemia, Hradec Králové (Helbich, Kuklík, Reich, Beneš, Prokůpek, Rasl)
- 2009 Český dřevák a jeho host Karel Novotný, Regionální muzeum Mělník, (Helbich, Kuklík, Reich, Beneš, Prokůpek, Rasl)
- 2010 Český dřevák i jego gość Jakub Byrczek, Galerie Pusta, Katowice Polsko (Helbich, Kuklík, Reich, Beneš, Prokůpek, Rasl)
- 2014 W Ogrodze Rothmayera (Karel Kuklík, Jaroslav Beneš, Tomáš Rasl, Tomáš Balej a host Wojciech Zawadzki), Galeria KORYTARZ, Jelenia Góra, Polsko, listopad – prosinec 2014 (vernisáž: 14. listopadu 1914), katalog, 12 stran
- 2011 Rothmayerka (Karel Kuklík, Jaroslav Beneš, Richard Homola, Tomáš Rasl, Tomáš Balej), Malá galerie České spořitelny, Kladno, 7. prosinec 2011 – 3. leden 2012
- 2012 Venku, absolventi Katedry fotografie FAMU (David Cysař, Radek Květoň, Tomáš Rasl, Daniela Vokounová, Petr Zinke), Galerie AMU, 2. únor – 11. březen 2012, katalog, texty: Josef Moucha a Petr Helbich. Výstavní síň Jiřího Jeníčka v Berouně, 31. červenec – 1. září 2012
- 2012 Od tehdy až dosud, podzemní setkání Nakladatelství RAT a jeho přátel, vodní Tvrz – Popovice u Benešova, 27. – 29. červenec 2012
- 2014 „Viděno devíti. Fotografie z Ruska“ Karel Cudlín, Lubomír Kotek, Dana Kyndrová, Josef Moucha, Tomáš Rasl, Andrej Reiser, Jindřich Štreit, Jan Vermouzek, Martin Wágner, Galerie Zahradník, V Jámě 8, Praha 1
- 2014 PRAGUE PHOTO 2014 – bienále fotografie, Kafkův Dům, Praha 1
- 2014 Viděno devíti. Fotografie z Ruska, Karel Cudlín, Lubomír Kotek, Dana Kyndrová, Josef Moucha, Tomáš Rasl, Andrej Reiser, Jindřich Štreit a Jan Vermouzek, Martin Wágner, Galerie Zahradník, V Jámě 8, Praha 1
- 2014 Viděno devíti. Fotografie z Ruska Karel Cudlín, Lubomír Kotek, Dana Kyndrová, Josef Moucha, Tomáš Rasl, Andrej Reiser, Jindřich Štreit a Jan Vermouzek, Martin Wágner, Centrum Dokumentarni fotografie FOTODOK, Sacharovo Centrum, Moskva
- 2015 Viděno devíti. Fotografie z Ruska Karel Cudlín, Lubomír Kotek, Dana Kyndrová, Josef Moucha, Tomáš Rasl, Andrej Reiser, Jindřich Štreit a Jan Vermouzek, Martin Wágner, Ruské muzeum fotografie, Nižnyj Novgorod
- 2015 Viděno devíti. Fotografie z Ruska Karel Cudlín, Lubomír Kotek, Dana Kyndrová, Josef Moucha, Tomáš Rasl, Andrej Reiser, Jindřich Štreit a Jan Vermouzek, Martin Wágner, Yekaterinburg
- 2015 30 let Galerie G4 – ART CENTRUM GALERIE 4, 100 autorů, Františkánské Náměstí, Cheb
- 2016 Wystawa GRUPY 999 Autorzy: Jaroslav Beneš, Jakub Byrczek, Barbara Górniak, Halina Morcinek, Krzysztof Pilecki, Tomáš Rasl, Adam Sobota, Katarzyna Stolarska, Krzysztof Szlapa, Marek Wesołowski, Marzena Wesołowska Jelenia Gora, Polsko, červen 2016
- 2016 Pocta Josefu Sudkovi, setkání českých a Polských fotografů, Malá galerie Kolín a galerie Pusta Jaworno, září 2016, Čechy-Polsko
- 2017 KontAKTfoto, Galerie 4, Cheb, skupinová výstava – 21 let trvání workshopu
- 2017 Krajinami 1936 – 2016, Ferdinand Bučina a Tomáš Rasl, Galerie Thayana, Vranovský zámek,16.6 – 30.9. 2017
- 2018 Český dřevák, Rabasova galerie, Rakovník, 8. února – 29. dubna 2018
- 2018 Krajinami 1936 – 2016, Ferdinand Bučina a Tomáš Rasl, Česká Zemědělská univerzita, Fakulta Životního prostředí, duben – červen 2018
- 2018 Javorové semínko, fotografie + sochy spolu s Michalem Cimalou, Matěj Mlčoch, Michal Stránský, Zdeněk Sokol a další, Industry ART fest Říčany, květen 2018
- 2018 4+4 Hanáková, Feldeková, Zusková, Kracíková, Havlena, Mlčoch, Rasl, Pávíček, Zámek Dobřichovice, červen – červenec 2018
- 2018 Krajinami 1936 – 2016, Ferdinand Bučina a Tomáš Rasl, Zámek Křtiny, 24. 10. – 30. 11. 2018
- 2018 Salon České fotografie, Topičův Salon, Praha, 4 – 9.12. 2018
- 2019 Petr Zinke – Tomáš Rasl – Patrik Hábl – Benedikt Tolar, Praxis Dr. med. Maria Schneller Mainaustrasse 12 Zürich, Švýcarsko
- 2019 Jolly time – Nicole Foraboschi – Petr Nikl – Tomáš Rasl – Wink Witholt, Galerie Go Green Art, Zürich, Švýcarsko 12. 4. – 22. 6. 2019
- 2019 Future Ready vol. 2 – spolu s Janem Hokešem a dalšími třemi desítkami autorů, Kampus Hybernská, Praha 1
- 2019 Grupa 999 - Galeria Pusta - Praga pod strzechy - Jaworno, Polsko - 4.12-31.12. 2019
- 2020 Galerie Vltavín - Jádra - Klára Bémová, Lenka Stejskalová, Zdeňka Hanáková, Milan Krajíček, Zorka Krejčí 31. 7. do 11. 9. 2020., Praha 1
- 2020 Galeria Atelier - Wystawa Spotkania Grupa 999, Jakub Byrczek, Barbara Górniak, Ryszard Karczmarski, Halina Morcinek, Kamil Myszkowski, Tomas Rasl, Adam Sobota, David Stranski, Krzysztof Szlapa, Janusz Wojcieszek, Barbara Górniak - Chelm - Polsko, září 2020
- 2020 Centrum současného umění  DOX - VANITAS - kurátor Otto M. Urban - více než šest desítek umělců několika generací v širokém spektru výtvarných projevů, od malby a kresby přes grafiku, fotografii po sochy, instalace či konceptuální projekty 2020 - 2021 - Praha 7
- 2021 Metafyzika Fotografie - kurátor Josef Moucha - Fotografická galerie Fiducia / Ostrava / 17.6-12.7. 2021
- 2021 Grupa 999, volné sdružení fotografů z Polska a České republiky (Jaroslav Beneš, Tomáš Rasl, David Stránský, Petr Zinke, Halina Morcinek, Barbara Górniak, Jakub Byrczek, Krzysztof Szlapa, Janusz Wojcieszak, Kamil Myszkowski, Ryszard Karczmarski), Mázhaus, Pernštýnské náměstí 3, Pardubice[4]
- 2021 Medzinarodowy Plener Fotograficny v Zawoi - Babiogórskie Centrum Kultury Zawoja - Polsko listopad 2021
- 2021 Karkonosze Fotografia - Kuratorka wystawy – Joanna Mielech - 1945 – 2021 galerie BWA w Jelniej Górze przy ul. Długiej 1. Polsko
- 2021 Jednota v rozmanitosti - výstava k 15 letům založení Trafačky kurátor Petr Vaňous, TRAFO GALLERY PRAHA  17. 11. 2021 - 31. 12. 2021
- 2022 Český dřevák, Ateliér Josefa Sudka, Praha, 8. dubna – 15. května 2022 (Beneš, Helbich, Kuklík, Prokůpek, Rasl, Reich), kurátor: Pavel Vančát[5]
- 2022 Grupa 999 - "Skupienie" - volné sdružení fotografů z Polska a České republiky (Jaroslav Beneš, Tomáš Rasl, David Stránský, Petr Zinke, Halina Morcinek, Barbara Górniak, Jakub Byrczek, Krzysztof Szlapa, Janusz Wojcieszak, Kamil Myszkowski, Ryszard Karczmarski) Galerie Fotografia ZPAF, Wroclaw, Polsko
- 2023 Letem Světem -  Michael Stránský, Matěj Mlčoch, Tomáš Rasl - Galerie ABF - Václavské náměstí 31, 17.5-15.6. 202
- 2024 Český dřevák, Galerie Jiřího Jílka, Šumperk, 15. září – 10. listopadu 2024, (Prokůpek, Reich, Kuklík, Helbich, Beneš, Rasl), kurátorka: Pavlína Vogelová.
- 2025 0 m2 - výstava pro Naději, Kurátor: Blanka Čermáková, Viktorie Varvařovská, Daniel Balabán, Dana Bartoníčková, Ondřej Basjuk, Michal Cimala, Epos 257, Jan Kaláb, Barbora Němcová, Karolína Netolická, Tomáš Rasl, Michael Rittstein, Martin Salajka, Adriana Sarnová, Zbyněk Sedlecký, Martin Skalický, Michal Škapa, Toy Box a Ondřej Vyhnánek TRAFO GALLERY 12.03.2025 – 30.03.2025[6]
- 2025  Dědictví obrazu, kurátor Pavel Vančát - Tomas Rasl spolu s dědečkem Ferdinandem Bučinou - Galerie G4 – ART CENTRUM GALERIE 4, 100 fotografií,  Františkánské Náměstí, Cheb 21. 3 –9. 5. 2025
- 2025 IN THE BLUE, Petra Gupta, Hanna Köpfle, Francis de Nim, Tomáš Rasl, Rozálie Vlachová - Galerie Go Green Art, Zürich, Švýcarsko - 7. března – 16. května 2025
- 2025 KRAJINA PODLE SKUTEČNOSTI Zdeněk Daněk/ Lenka Falušiová/ Michal Gabriel/ Adam Kašpar/ Tomáš Rasl/ Anna Ročňová/ Tomáš Žemla  Galerie města Trutnova 19/6 – 27/9 2025 Kurátorky Lucie Pangrácová a Jana Cermanová

#### 3:1 skupina 3 fotografů a jednoho sochaře
- 2003 3:1 (strojnictví) – Matěj Mlčoch, Matěj Rak, Tomáš Rasl, Michael Stránský, Galerie Velryba, Praha
- 2011 3:1 – Zde Domov Můj, Matěj Mlčoch, Matěj Rak, Tomáš Rasl, Michael Stránský, Galerie Velryba, Praha
- 2012 3:1 – Dráhy , Matěj Mlčoch, Matěj Rak, Tomáš Rasl, Michael Stránský, Galerie Velryba, Praha
- 2013 3:1 – Ulice, Matěj Mlčoch, Matěj Rak, Tomáš Rasl, Michael Stránský, Galerie Velryba, Praha
- 2014 3:1 – Všední den, Matěj Mlčoch, Matěj Rak, Tomáš Rasl, Michael Stránský, Galerie Velryba, Praha

### Ocenění
- 1997 – 3. cena v soutěži Czech Press Photo, kategorie Každodenní život – série
- 2005 – 2. cena v soutěži na ilustrace ke knize Václav Cílek: Krajiny vnitřní a vnější

### Zastoupení ve sbírkách
- Moravská galerie v Brně
- Galerie 4 Cheb
- Alšova jihočeská galerie v Hluboké nad Vltavou
- Trafo Gallery
- Anatomický ústav Univerzity Karlovy
- město Litoměřice
- soukromé sbírky